# Velika Obarska
Velika Obarska (en serbe cyrillique : Велика Обарска) est une localité de Bosnie-Herzégovine. Elle est située sur le territoire de la ville de Bijeljina et dans la république serbe de Bosnie. Selon les premiers résultats du recensement bosnien de 2013, elle compte 4 027 habitants.

## Géographie
Le territoire de la localité est traversé par le Glavni Obodni kanal ; il est également bordé par la rivière Dašnica, un affluent droit de la Save.

## Démographie

### Évolution historique de la population dans la localité
| 1948  | 1953  | 1961  | 1971  | 1981  | 1991  | 2013  |
| ----- | ----- | ----- | ----- | ----- | ----- | ----- |
| 3 073 | 3 339 | 3 457 | 3 551 | 3 515 | 3 549 | 4 027 |

|  |